# Damien Perquis (labdarúgó, 1984)
Damien Perquis (Troyes, 1984. április 10. –) francia születésű, lengyel válogatott labdarúgó.

## Pályafutása

### Klubcsapatban
Pályafutását a Troyes csapatában kezdte. Kezdetben a B csapatban szerepelt, majd az első csapatban is bemutatkozhatott. 2005-ben a Saint-Étienne-hez szerződött, ahol két évet töltött. A 2007–08-as idényben kölcsönben szerepelt a Sochauxban.

### A válogatottban
Utánpótlás szinten a francia U21-es válogatottban játszott három mérkőzésen.
2008 decemberében jelezte, hogy szívesen szerepelne a lengyel a válogatottban, mivel a nagymamája lengyel származású. A lengyel állampolgárságot 2011. szeptember 1-jén kapta meg.
A felnőtt válogatottban 2011. szeptember 6-án debütált egy Németország elleni 2–2-re végződő mérkőzésen.
Az Európa-bajnoki keretszűkítést követően a szövetségi kapitány Franciszek Smuda nevezte őt a 2012-es Eb-re készülő 23 fős keretébe.